# Desgracias acaecidas en el tendido de la plaza de Madrid, y muerte del alcalde de Torrejón
Desgracias acaecidas en el tendido de la plaza de Madrid, y muerte del alcalde de Torrejón es un grabado con aguatinta, aguada, punta seca, buril y bruñidor sobre papel verjurado blanco, realizado por el pintor y grabador español Francisco de Goya. 
La estampa, catalogada como Tauromaquia 21, forma parte de una serie de 35 grabados que componen la serie «La tauromaquia», que produjo entre 1815 y 1816. Ha sido descrita por Robert Hughes como una de las más grandes de Goya de entre su producción gráfica. A lo largo de su vida, Goya fue un gran seguidor de las corridas de toros y se jactaba de que había montado en un toro en su juventud.

## Descripción
El grabado detalla un evento acaecido el 15 de junio de 1801, cuando un toro atravesó las barreras en una corrida de toros en la plaza de toros de la Puerta de Alcalá de Madrid, matando a dos personas (incluido el alcalde de Torrejón de Ardoz) e hiriendo a un número de espectadores. El cuerpo sin vida del alcalde aparece empalado y colgando del astado, mientras que el segundo hombre muerto se muestra detrás de la barrera en el coso, mientras es llorado por una mujer vestida de blanco.
La acción tiene lugar en su totalidad en el lado derecho inferior de la impresión, la cual está separada de la izquierda y la parte superior de las áreas de transporte por una barandilla y el horizonte. Estas áreas están casi completamente vacías y carentes de detalle; la composición se rebela frente a los convencionalismos artísticos tradicionales en relación con el equilibrio y la armonía. Tres cuartas partes del aguafuerte permanecen completamente inmóviles; la actividad está contenida en el primer plano a la derecha, donde una masa vaga y borrosa conformada por los supervivientes en pánico que corren hacia la izquierda y a la derecha tratan de escapar. Nadie ha cruzado la barandilla; el cadáver de una víctima se encuentra a horcajadas debajo de la barrera, entre las dos mitades de la página.

## Espacio vacío

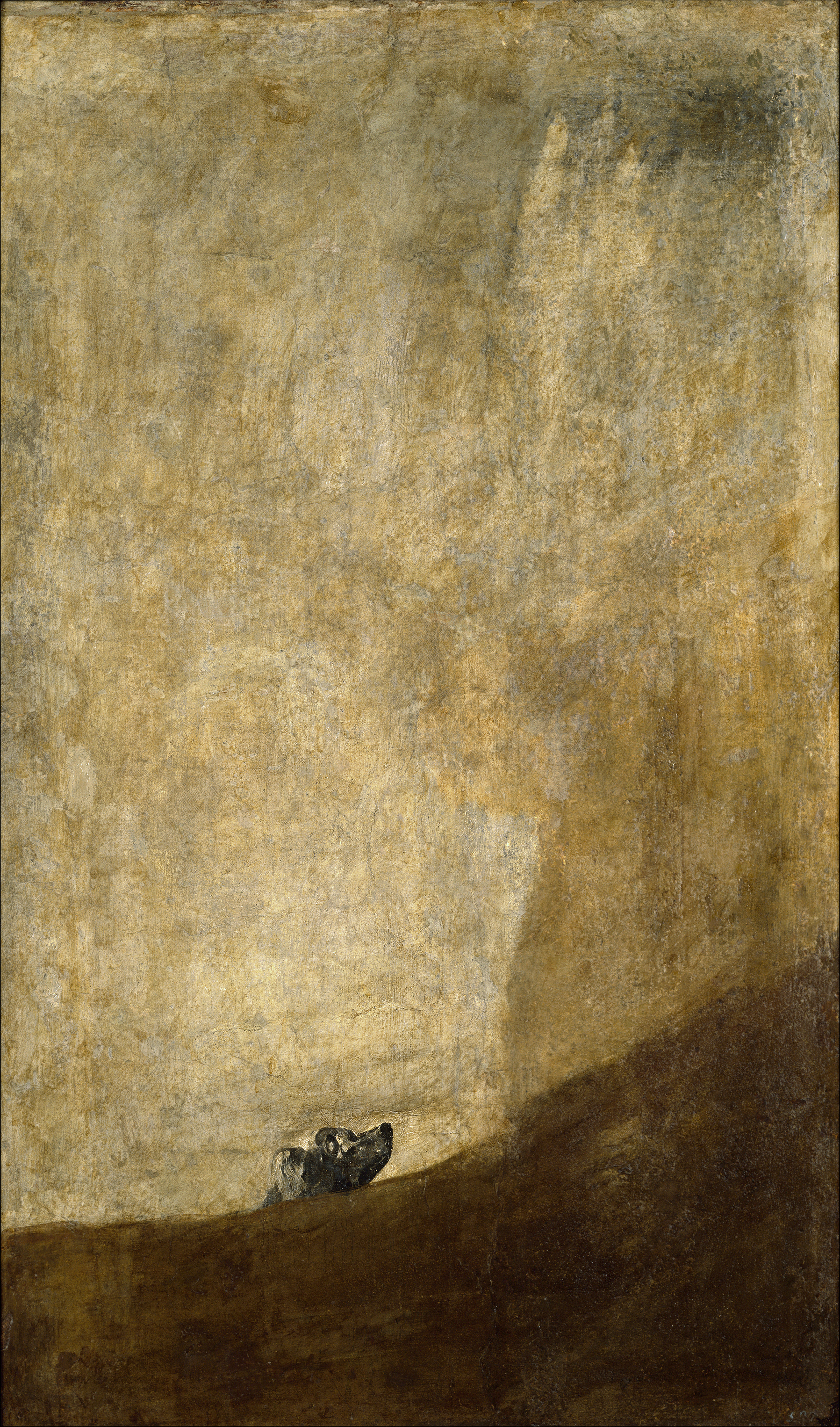
Goya, Perro semihundido (1819-23)

El uso de Goya del espacio vacío ha sido descrito como una indicación de cómo su trabajo, de entre todos los de los maestros antiguos, es el más cercano al espíritu del Modernismo. Emplearía de nuevo áreas de espacio vacío para conseguir un efecto dramático y sugestivo en sus «Pinturas negras», en particular en Perro semihundido y El gran cabrón. Hughes, cuando escribió sobre cómo Goya prevé un número de las ideas posteriores del arte europeo, señaló en 2004 sobre la «fuerza bruta con la que Goya enfrenta el vacío contra lo sólido, el negro contra la luz, el espacio vacío frente a la totalidad». La imagen se presta a un examen en detalle, ya que gran parte de sus sutilezas no se aprecian a simple vista. Por ejemplo, el zapato del alcalde sobresale detrás del cuello del toro, haciendo que la figura humana resulte aún más patética contra la fuerza y energía del astado.